# Metacemyia
Metacemyia là một chi ruồi trong họ Tachinidae.

## Các loài
- Metacemyia aartseni Zeegers, 2007[4]
- Metacemyia calloti (Séguy, 1936)[2]
- Metacemyia setosa Crosskey, 1973[5]
- Metacemyia uncinata (Thomson, 1869)[6]